# علي نخجواني
علي يالله نخجواني (19 سبتمبر 1919 – 11 أكتوبر 2019) كان بهائيًا إيرانيًا من أصل أذربيجاني، عمل كعضو في بيت العدل الأعظم، الهيئة الحاكمة العليا للدين البهائي، بين عامي 1963 و 2003.
ولد علي نخجواني عام 1919 في باكو، في جمهورية أذربيجان الديمقراطية آنذاك، لـعلي أكبر نخجواني وفاطمة خانم، وكانا كلاهما بهائيين. بعد وفاة والده حوالي عام 1921، عندما كان في الثانية من عمره، نصح عبد البهاء عائلته بالانتقال إلى حيفا، حيث نشأ. في عام 1939 حصل على درجة بكالوريوس الآداب بامتياز من الجامعة الأميركية في بيروت، ثم في أوائل الأربعينيات عاد إلى إيران، وأقام أولاً في طهران، ثم تبريز وأخيراً في شيراز. في عام 1950 انتُخب عضواً في المحفل الروحاني المركزي البهائي لـإيران، وهي الهيئة الحاكمة للبهائيين في ذلك البلد، حيث خدم حتى العام التالي.
في عام 1951، انتقل علي نخجواني وعائلته إلى أوغندا للمساعدة في تطوير الجالية البهائية في ذلك البلد؛ وأثناء وجوده هناك عمل مدرساً ومحاضراً. خلال سنواته الأولى هناك، انضم إينوك أولينغا إلى الدين، وفي عام 1953، سافر نخجواني وزوجته مع أولينغا واثنين آخرين من البهائيين من أوغندا إلى الكاميرون للمساعدة في نشر الدين البهائي في الكاميرون. من 1954-1961 كان عضواً في الهيئة المعاونة لانتشار الدين في إفريقيا، ولاحقاً من 1956 إلى 1961 انتُخب عضواً في المحفل الروحاني المركزي البهائي لوسط وشرق إفريقيا، وهي الهيئة الحاكمة البهائية للمنطقة.
في عام 1961، انتُخب نخجواني عضواً في المجلس البهائي الدولي — الهيئة السابقة لبيت العدل الأعظم، الهيئة الحاكمة العالمية للبهائيين — وبالتالي انتقل إلى حيفا، إسرائيل. في عام 1963 انتُخب عضواً في بيت العدل الأعظم خلال مؤتمره الافتتاحي، وعمل كعضو في تلك الهيئة حتى عام 2003.

## الأعمال
كتب نخجواني العديد من الأعمال التي نُشرت في الدوريات البهائية، بالإضافة إلى تأليف ثلاثة كتب:
- Nakhjavání، Alí (2005). نحو نظام عالمي. Baha'i Publications Australia. ISBN:978-1-876322-93-9. مؤرشف من الأصل في 2025-03-11.
- Nakhjavání، Alí (2006). شوقي أفندي: مؤلف خطط التعليم (PDF). Casa Editrice Baha'i Italy. ISBN:978-88-7214-107-6. مؤرشف من الأصل (PDF) في 2024-08-09.
- Nakhjavání، Alí (2006). شوقي أفندي: مدى وقوة قلمه. Casa Editrice Baha'i Italy. ISBN:978-88-7214-112-0. مؤرشف من الأصل في 2025-01-02.